# 里米吉
49°44′28″N 33°53′31″E / 49.74111°N 33.89194°E
里米吉（烏克蘭語：Римиги），是烏克蘭中部的村莊，隸屬波爾塔瓦州的米爾霍羅德區。該村距離佐祖利和米羅什尼基0.5公里，海拔高度137米，2001年人口122。